# Condado de Złotoryja
Condado de Złotoryja (polaco: powiat złotoryjski) é um powiat (condado) da Polónia, na voivodia da Baixa Silésia. A sede do condado é a cidade de Złotoryja. Estende-se por uma área de 575,45 km², com 45 939 habitantes, segundo o censo de 2005, com uma densidade de 79,83 hab/km².

## Divisões admistrativas
O condado possui:
Comunas urbanas: Wojcieszów, Złotoryja
Comunas urbana-rurais: Świerzawa
Comunas rurais: Pielgrzymka, Zagrodno, Złotoryja
Cidades: Wojcieszów, Złotoryja, Świerzawa

## Demografia
População (dados de 30 de Junho de 2005):
|          | Total   | Total | Mulheres | Mulheres | Homens  | Homens |
| -------- | ------- | ----- | -------- | -------- | ------- | ------ |
|          | pessoas | %     | pessoas  | %        | pessoas | %      |
| Total    | 45 939  | 100   | 23 629   | 51,4     | 22 310  | 48,6   |
| Cidades  | 22 995  | 100   | 12 043   | 52,4     | 10 952  | 47,6   |
| Povoados | 22 944  | 100   | 11 586   | 50,5     | 11 358  | 49,5   |